# طارق بوشماوي
طارق بوشماوي (ولد في 7 يوليو 1966) هو رجل أعمال تونسي وشخصية كرة قدم وعضو اللجنة التنفيذية للفيفا وعضو في اللجنة التنفيذية للاتحاد الأفريقي لكرة القدم، وكان رئيس لجنة الحكام في الاتحاد الأفريقي لكرة القدم من 2011 إلى 2013. شغل بوشماوي منصب عضو في اللجنة التنفيذية للفيفا منذ 2015.